# Trattato di Perejaslav
Il trattato di Perejaslav fu stipulato nel marzo 1654 a Perejaslav, in Ucraina, fra i cosacchi di Bohdan Chmel'nyc'kyj e lo zar di Russia Alessio I. Le copie originali del trattato sono state perse e gli esatti termini del trattato sono oggetto di controversie.  Il trattato istituì l'Etmanato cosacco sulla Riva sinistra ucraina sotto il dominio russo.

## Contesto storico
I cosacchi costituivano una forza militare difficile da controllare, ma la Repubblica delle Due Nazioni (Polonia e Lituania) era stata per molto tempo in grado di impegnarli nei suoi confini meridionali. Nel 1620 si stava affermando l'idea dell'istituzione di uno stato cosacco; ma nel 1638, la Polonia tentò di inglobare all'interno della sua struttura militare alcuni gruppi di cosacchi a essa fedeli (i cosiddetti "cosacchi registrati", reestrovye), cercando in questo modo di smantellare le istituzioni tradizionali dei cosacchi. Come reazione un gran numero di cosacchi dalla Zaporižžja si erano rifugiati sulla riva sinistra del Dnepr.
È in questo contesto che la Russia offrì il suo sostegno e la sua protezione ai cosacchi, aprendo la strada alla guerra russo-polacca (1654-1667) che avrebbe portato a un indebolimento irreversibile della nazione polacco-lituana. Il trattato produsse un risultato molto diverso da quello previsto da Bohdan Chmel'nyc'kyj: originariamente progettato solo per garantire il sostegno militare del potere russo, infatti, segnò la separazione dell'Ucraina dalla Polonia e rafforzò la potenza russa. La zona, che ai tempi del predominio polacco faceva riferimento alla tradizione cattolica, passò sotto l'influenza della chiesa ortodossa. Per la Russia, l'acquisizione dell'Ucraina segnò il rafforzamento del suo potere e giustificò il nome di "impero" e il titolo di zar come "imperatore di tutte le Russie".
Nel 1954, in occasione del terzo centenario del trattato, Nikita Chruščëv trasferì la Crimea dalla Russia all'Ucraina, come parte dell'Unione Sovietica. Il trattato è celebrato dagli ucraini filo-russi come l'unione dei popoli slavi russi, ucraini e bielorussi, mentre per i nazionalisti ucraini segna l'inizio della dominazione russa sull'Ucraina.